# لوك أوليفر
لوك أوليفر (بالإنجليزية: Luke Oliver)‏ (1 مايو 1984 في المملكة المتحدة - ) هو لاعب كرة قدم بريطاني في مركز الدفاع. لعب مع برادفورد سيتي وستيفيناغ بوروه وفوريست غرين ويوفل تاون ونادي وكينغ ونادي سالزبري سيتي ونادي ألدرشوت تاون وويكمب وندررز.

## وصلات خارجية
- لوك أوليفر على موقع قاعدة بيانات كرة القدم.إي يو (الإنجليزية)
- لوك أوليفر على موقع Soccerbase.com (لاعب) (الإنجليزية)